# Triptycon
|  | Denne artikel er oprettet af botten Steenthbot ud fra en ekstern database. Den kan derfor have sproglige fejl eller mangler. Denne skabelon kan fjernes efter kontrol af indholdet. |

Triptycon er en dansk kortfilm fra 1972 instrueret af Ib Lindberg efter eget manuskript.

## Medvirkende
- Thomas Malling
- Elisabeth Nørager